# Alma Pihl
Alma Theresia Pihl-Klee, más conocida como Alma Pihl (Moscú, 15 de noviembre de 1888–Helsinki, 15 de julio de 1976) fue una diseñadora de joyas finlandesa, reconocida por ser la primera mujer que trabajó en el equipo de diseño de la Casa Fabergé, y por ser la diseñadora de dos de los huevos imperiales más icónicos y valiosos de la firma, The Winter Egg en 1913 y The Mosaic Egg en 1914.

## Trayectoria
Fue hija de Fanny Holmström y Oscar Pihl, jefe de taller de la Casa Fabergé, y hermana del también joyero y orfebre, Oskar Woldemar Pihl. Su abuelo materno fue August Holmström, maestro diseñador de joyas, y su tío Albert Holmström trabajaron ambos en la Casa Fabergé.
Estudió en la escuela Annenschule, de San Petersburgo, a la que también había asistido el joyero ruso y dueño de la empresa en la que trabajaba su familia, Peter Carl Fabergé; y recibió clases de dibujo de Eugen Jakobson, otro artista de la firma.
Empezó a trabajar para la Casa Fabergé en 1908, encargándose de documentar cada una de las piezas que se producían en el taller, haciendo un dibujo detallado de tamaño real, indicando el tipo de piedras preciosas y los materiales utilizados, así como el coste de la joya. Animada por el oficio familiar, Pihl empezó a dibujar sus propios diseños y su tío Albert Holmström, al descubrir su talento, la invitó a trabajar en el equipo de diseño de la Casa Fabergé.
En 1911, fue la encargada de diseñar pequeñas piezas únicas para un encargo especial del ingeniero y empresario petrolero sueco, Inmanuel Nobel, destinadas a regalar a los invitados de una comida de negocios. Inspirada en copos de nieve, creó la serie de 37 joyas, llamada Frost flower, cuyos derechos sobre el diseño fueron adquiridos en exclusiva por Nobel, convirtiéndose en el tema de todas las joyas que se crearon para él y su familia.
En 1912, Pihl se casó con el alemán Nikolai Klee, director de la sucursal rusa de la empresa papelera finlandesa UPM-Kymmene Corporation, a quien había conocido en 1906 por medio de sus hermanos, y quien le había propuesto matrimonio en 1908.
En 1913, con motivo de la celebración del 300.º aniversario de la Dinastía Romanov, Pihl fue seleccionada para diseñar los broches que se regalaron a los invitados de la gala. También diseñó dos de los huevos imperiales, más icónicos y valiosos de la Casa Fabergé, The Winter Egg en 1913 y el The Mosaic Egg en 1914, que pertenece desde 1953 a la colección de la reina Isabel II del Reino Unido. También, diseñó la pieza The Nobel Ice Egg, que forma parte de la McFerrin Fabergé Collection y que se exhibe en el Museo de Ciencias Naturales de Houston.
Los diseños de Pihl se caracterizaron por modernizar el estilo que hasta su llegada se realizaban en la Casa Fabergé.
En 1917, a causa de la Revolución Rusa, la Casa Fabergé fue cerrada y posteriormente nacionalizada por los bolcheviques en 1918, por lo que los artistas de la firma tuvieron que dejar su carrera y exiliarse. Pihl y su esposo Klee escaparon a Finlandia en 1921. Pihl se convirtió en profesora de Bellas Artes, ejerciendo durante 24 años. En 1948, la pareja se trasladó a Helsinski, ciudad en la vivió hasta su muerte en 1976, acaecida a la edad de 87 años.

## Obra

### The Winter Egg
Pihl diseñó una joya única para la emperatriz María Fiódorovna Románova, un huevo de Pascua de temática invernal, por encargo de su hijo Nicolás II de Rusia como regalo en la Pascua de 1913. El precio de venta fue de 24.600 rublos.
Esta joya, que tardó más de un año en elaborarse y que tiene una altura total de 14,2 centímetros, está formada por un huevo de 10,2 centímetros y una sorpresa de 8,2 centímetros; buscaba reflejar el frío invierno a través de la transparencia, para lo que se usó escarcha de platino fijada al cristal de roca, decorada con 1.508 diamantes de talla rosa. El huevo está colocado sobre un bloque de cristal de roca tallado que sugiere hielo derretido con riachuelos de 360 diamantes de talla rosa. Dentro se esconde una cesta de doble asa de platino decorada con 1.378 diamantes, llena de flores blancas talladas en una sola pieza de cuarzo blanco, con tallos y estambres de oro y granates, y, las hojas talladas en nefrita. El musgo desde el que salen las flores también está hecho con oro.
Se considera una de las mejores creaciones de la Casa Fabergé y la joya más valiosa de los huevos imperiales, se estima su valor entre unos 60 y 70 millones de dólares. Fue adquirida a finales de los años 1920 por Wartski, un anticuario británico especializado en piezas de joyería rusa.  En noviembre de 1994 fue subastado por Christie's por un valor de 5,6 millones de dólares, y en abril de 2002 fue vendido por la misma casa de subastas a un postor anónimo por 9,6 millones de dólares. Algunos investigadores indican que esta joya pertenece a la Familia Real Catarí.
En 2014, The Winter Egg fue el tema central del documental del director y escritor inglés Patrick Mark, Faberge: A Life of Its Own.

### The Mosaic Egg o Imperial Easter Egg
Pihl fue la encargada de diseñar el huevo de Pascua que Nicolás II de Rusia regaló a su esposa, la emperatriz Alejandra Fiódorovna Románova en 1914. Se desconoce el precio de venta porque la factura original fue destruida, sin embargo, en 2013 se publicó que su valor fue de 28.300 rublos.
El huevo de esta pieza tiene una altura de 9,5 centímetros, decorado a modo de mosaico simulando un bordado en punto de cruz con motivos florales, formados por cinco paneles ovalados elaborados con una malla de platino tallada y decorada con pequeños diamantes, rubíes, topacios, zafiros, granates, perlas y esmeraldas. La precisión técnica del diseño se complementó con platino tallado, en lugar de soldado. En el vértice del huevo hay una piedra a través de la cual se puede leer el año 1914 y las iniciales de la emperatriz en caracteres rusos.
Como sorpresa contiene un medallón ovalado en un estilo de broche de camafeo, pque por un lado muestra los perfiles en relieve de sus cinco hijos enmarcados con perlas y por el otro, una cesta de flores bordeada con el año 1914 y los nombres de cada uno de los hijos; que se sostiene sobre un pedestal que muestra la Corona Imperial de Rusia y que se engancha al huevo con unas pinzas de oro.
En 1917 esta pieza fue una de los cuarenta huevos imperiales que se enviaron a custodia del museo Armería del Kremlin de Moscú. En 1933 fue vendido a Wartski por 5.000 rublos, este mismo año fue adquirido por el rey Jorge V del Reino Unido por 500 libras; y en 1953 fue heredado por la reina Isabel II del Reino Unido, se custodia en la Royal Collection y se incluyó en una exposición pública en 2011, llamada Royal Fabergé que se realizó durante la inauguración de verano del Palacio de Buckingham.

## Galería

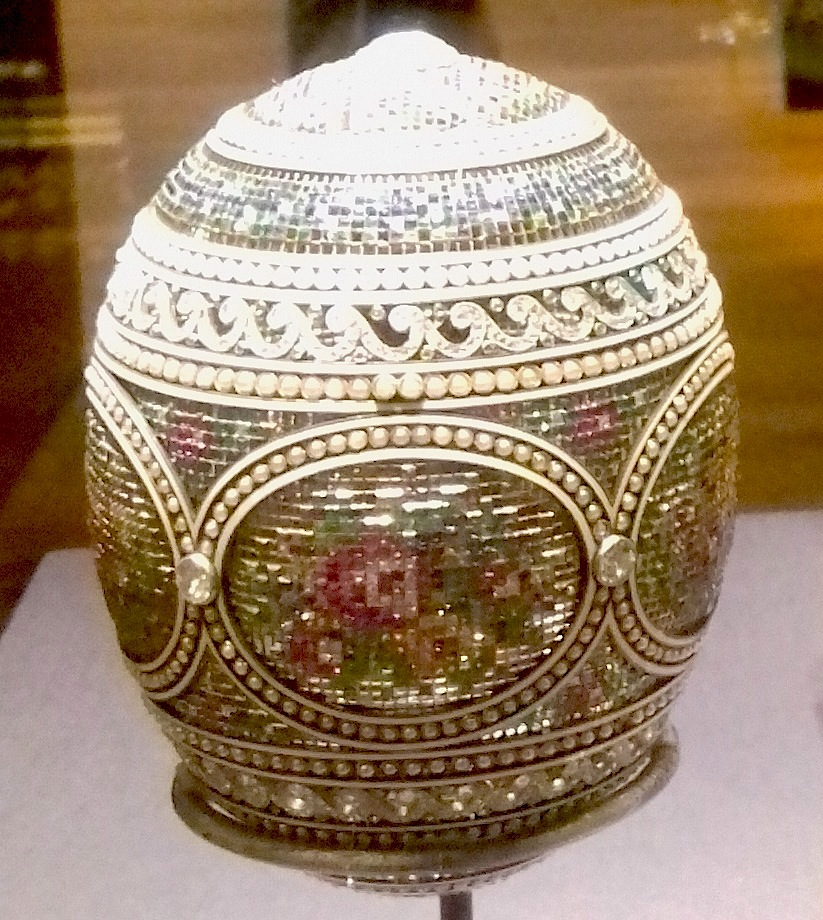
The Mosaic Egg (1914)
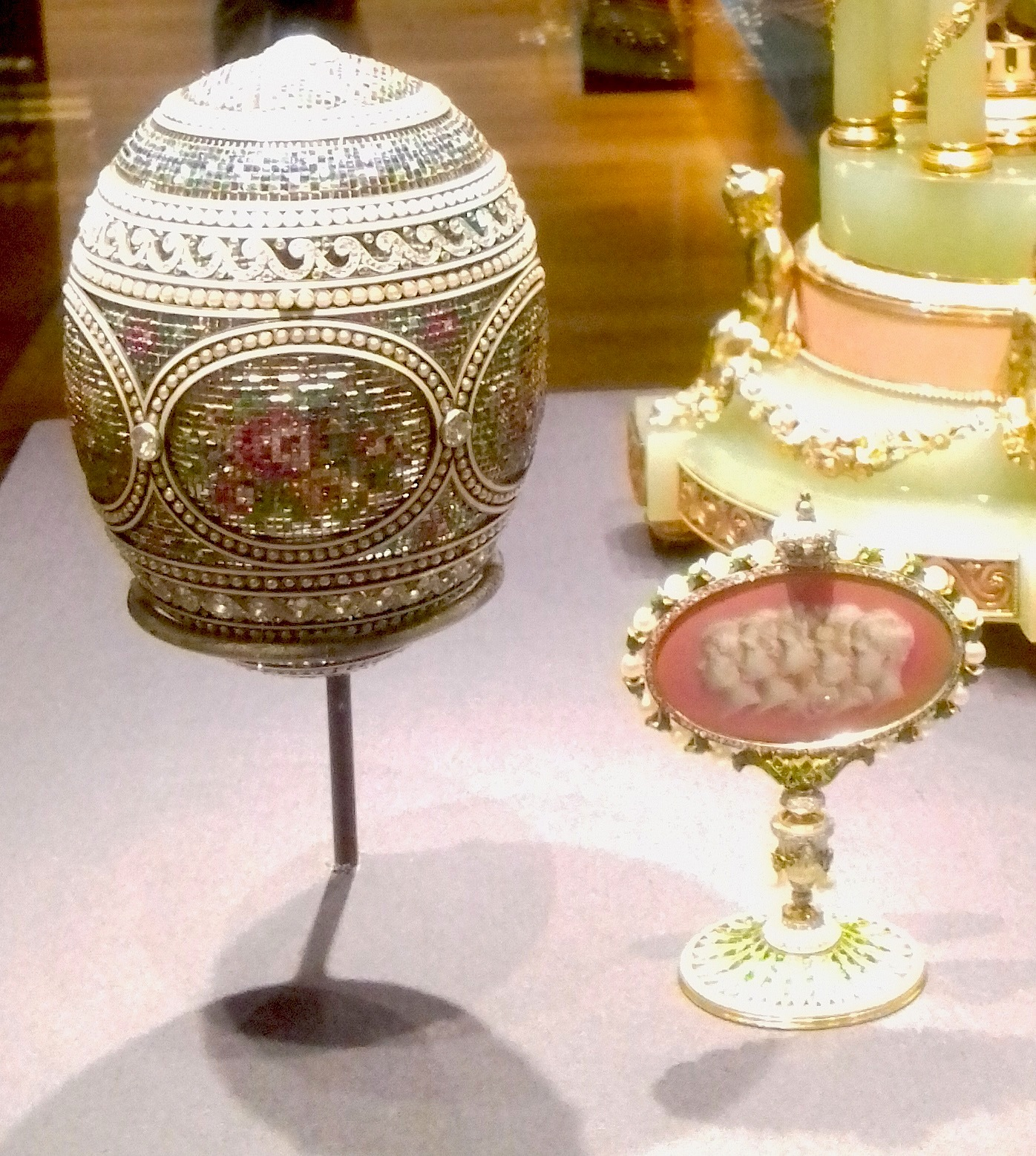
The Mosaic Egg (1914)
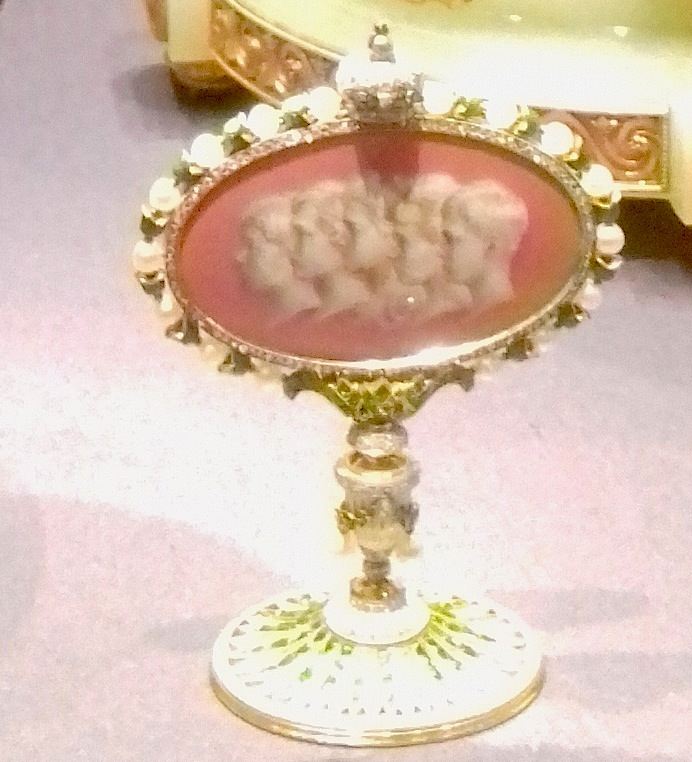
The Mosaic Egg sorpresa. (1914)
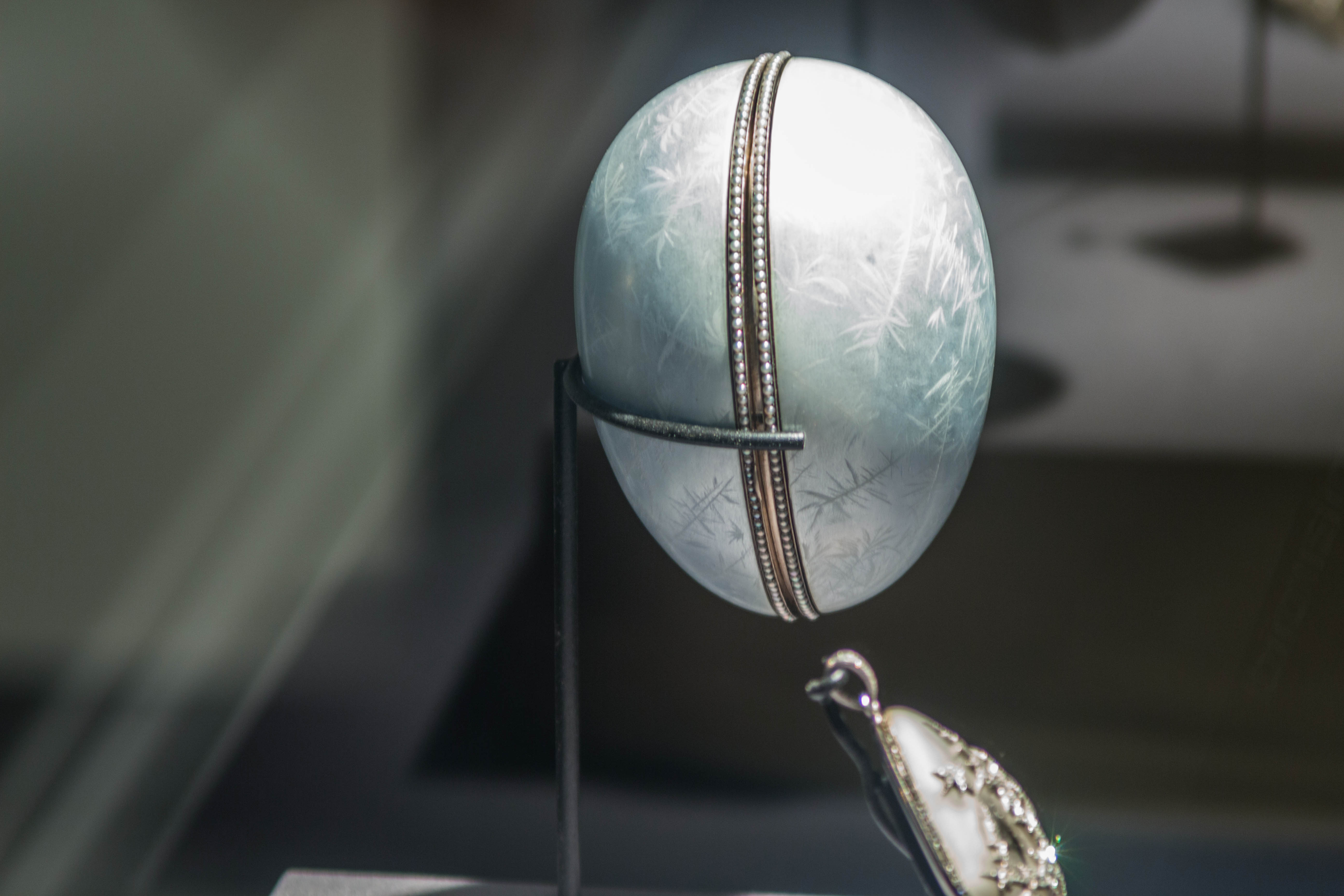
The Nobel Ice Egg (1914)
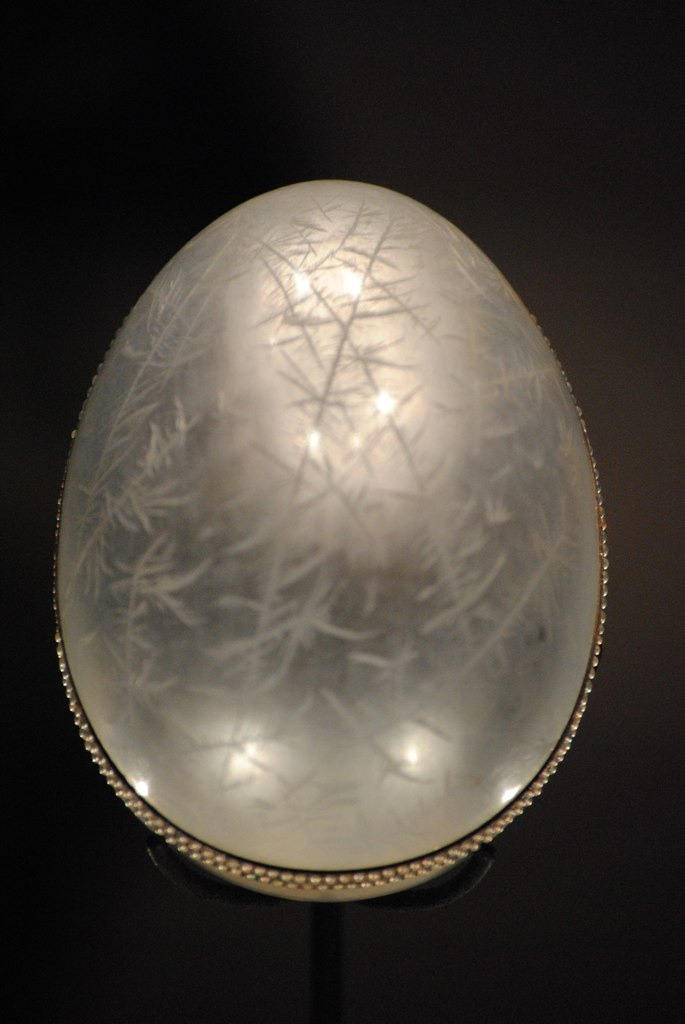
The Nobel Ice Egg (1914)
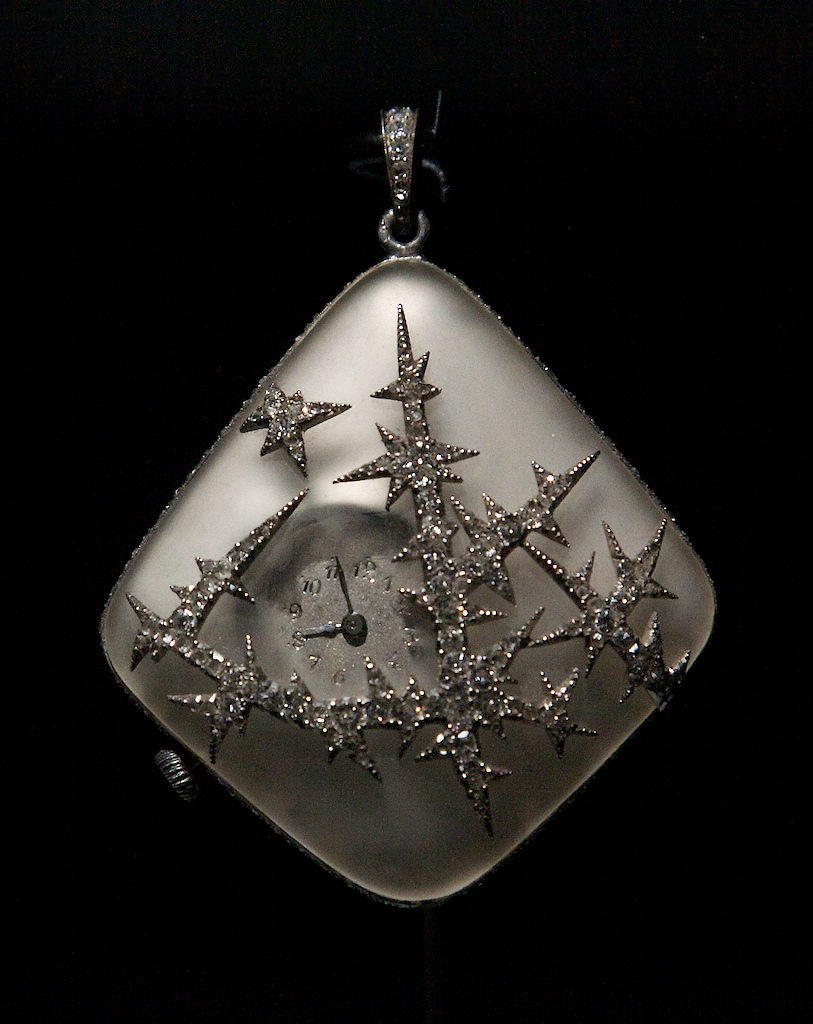
The Nobel Ice sorpresa. (1914)